# Eva Hevia
Eva Hevia Freire (Gijón, 1976) es una investigadora y profesora española de química organometálica en la Universidad de Strathclyde, en Glasgow.

## Trayectoria
Hevia Nació en Gijón en 1976, y se interesó por la ciencia desde muy pequeña. Consiguió su Master y su doctorado en 2002 en la Universidad de Oviedo, y cuatro años más tarde, en 2006, fue nombrada académica Marie Skłodowska-Curie en la Universidad de Strathclyde trabajando con Robert Mulvey. Se convirtió en Profesora Titular en 2010 y Lectora en 2011. Fue nombrada profesora de la Universidad de Strathclyde en 2013, cuando sólo tenía 38 años.
La investigación de Hevia se centra en la química organometálica polar. Su grupo de investigación está interesado en el desarrollo de reactivos multicomponentes que contengan metales abundantes en la tierra para síntesis. La química utiliza los efectos cooperativos de dos metales, lo que permite nuevas áreas de la química basadas en la síntesis orgánica mediada por metales y la construcción de estructuras supramoleculares. Estas áreas incluyen: la metalización para la funcionalización quimioselectiva de moléculas orgánicas, la captura de aniones sensibles, los disolventes eutécticos profundos y los reactivos organometálicos con soporte de sal y las aplicaciones catalíticas de los bimetálicos cooperativos.
Su enfoque reciente ha sido la activación de moléculas N-heterocíclicas y la química sostenible. Su investigación tiene aplicaciones en farmacología y química agrícola, y profundas implicaciones en el medio ambiente.
Hevia ha dado más de sesenta charlas como invitada en conferencias.

## Reconocimientos
Hevia ha recibido diversos premios y reconocimientos en su trayectoria como investigadora. En 2006, la Royal Society le concedió una beca de investigación. Posteriormente, en 2011, obtuvo una de las ayudas del Memorial Medal and Prize (2009) otorgado por la Royal Society of Chemistry (RSC) y el premio RSEQ-Sigma-Aldrich a investigadores Noveles (2011) otorgado por la Real Sociedad Española de Química (RSEQ). Ya en 2013, Hevia se convirtió en Miembro de la Royal Society of Edinburgh Young Academy of Scotland.
En 2016, recibió en Londres el Premio Talento Emergente que otorga la Sociedad de Científicos Españoles en el Reino Unido y la Fundación del Banco Santander con el objetivo de promover el talento de jóvenes investigadores españoles asentados en el Reino Unido. Al año siguiente, la Royal Society of Chemistry le concedió el Premio Corday-Morgan por su investigación innovadora, y en 2018, se convirtió en fellow de la Royal Society of Edinburgh.